# John Murra
John Victor Murra,  né Isak Lipschitz le 24 août 1916 à Odessa et mort le 16 octobre 2006 à Ithaca (État de New York), est un anthropologue américain américaniste. 

## Biographie
Il émigre aux USA en 1934 et y fait des études en sociologie et en anthropologie à l'université de Chicago d'où il ressort diplômé d'un Ph.D. (équivalent d'un doctorat français) en 1956 après avoir soutenu sa thèse sous le titre Economic organization of Inca State. La plupart de ses travaux ultérieurs ont porté sur le monde inca. À la suite de son retrait du monde de la recherche et du terrain, il travailla au musée national d'ethnologie à La Paz en Bolivie.
Il décède le 16 octobre 2006 à son domicile d'Ithaca dans l'État de New York.

## Travaux
Il a surtout travaillé sur les anciennes civilisations incas et leurs descendants. Ces principaux travaux, et les plus reconnus, se sont attelés à l'étude de l'organisation spatiale et d'utilisation de l'espace chez les Incas vivant sur les terrains escarpés des Andes notamment concernant l'agriculture et l'élevage. De sa théorie et de ses études ressort le modèle qu'il a nommé "Vertical Archipelago" (littéralement Archipel vertical) pour qualifier le phénomène de stratification et de terrassement physique des activités économiques et agricoles couvrant un large dénivelé chez les Incas et leurs descendants. 

## Publications
- La organizacion economica del estado inca, Mexico, Siglo XXI, 1978
- Formaciones economicas y politicas del mundo andino, Lima, IEP, 1975
- Cloth and its Functions in the Inca State, 1962
- El mundo andino: población, medio ambiente y economía, 2002